# Justin McCarthy (hockeista su ghiaccio)
Justin Jeremiah McCarthy (Boston, 25 gennaio 1899 – Centerville, 8 aprile 1976) è stato un hockeista su ghiaccio statunitense.

## Palmarès

### Olimpiadi invernali
- Argento a Chamonix-Mont-Blanc 1924 nell'hockey su ghiaccio.